# Carinepagoto
Carinepagato, jedno od četiri plemena Kariba koji su sedamdesetih godina 16. stoljeća živjeli na otoku Trinidad pred sjevernopm obalom Južne Amerike. 
Na njihovom području španjolski guverner don José de Oruña (točnije Antonio Sedeño) utemeljio je 1577. grad San Jose de Oruña (danas St. Joseph)